# Christoph Julius Johannes Grünewald
Christoph Julius Johannes Grünewald (* 31. März 1939 in Worms; † 21. Juni 2022 in Westhofen) war ein deutscher Heimatforscher.
Er verfasste zahlreiche Veröffentlichungen zur Heimatgeschichte des südlichen Rheinhessens, im Besonderen zu Westhofen. Neben historischen Monographien veröffentlichte er heraldische, genealogische und archäologische Aufsätze.

## Publikationen
- mit Heinrich Stroh: Chronik des Marktfleckens Westhofen: Beiträge zur Geschichte der Gemeinde Westhofen. Gemeinde Westhofen, Westhofen 1974.
- Von Westhofener Häusern und Leuten. Heimatverein, Westhofen 1984.
- Rundgang durch Westhofen: Ein Wegweiser durch unseren Marktflecken. Heimatverein, Westhofen 1999.
- Westhofen: Ein vergangenes Jahrhundert. Geiger, Horb am Neckar 2004, ISBN 3-89570-969-7.
- 60 Jahre Traubenblütenfest in Westhofen: Fest- und Ehrendamen, Königinnen und Prinzessinnen, Ritter und Edle. Geiger, Horb am Neckar 2009, ISBN 978-3-86595-313-1.
- mit Dorette Staab: Johann Georg Wahl (1702–1773). Ein Handwerkerleben im 18. Jahrhundert. Verlag der Rheinhessischen Druckstätte, Alzey 2012, ISBN 978-3-86232-023-3.
- Westhofen: Von den Anfängen bis zum Beginn des 20. Jahrhunderts. Nünnerich-Asmus-Verlag, Mainz 2017.